# Nannay
Nannay este o comună în departamentul Nièvre din centrul Franței. În anul 2009 avea o populație de 109 de locuitori.

## Geografie
Nannay este situat în valea Sillondre din Burgundia-Franche-Comté, pe coastele Nivernais. Suprafața municipiului este de 1.144 de hectare; altitudinea sa variază între 185 și 353 de metri.
Satul este situat la nord-vest de Nièvre, la 45 km de Nevers (pe șosea), în cantonul Charité-sur-Loire. Este situat la 17 km nord-est de La Charité-sur-Loire și la 40 km sud-est de Cosne-Cours-sur-Loire, capitala sa. Traseul principal de comunicare care permite accesul este drumul național 151 echidistant de la La Charité-sur-Loire și Varzy.
Cu Chasnay și Châteauneuf-Val-de-Bargis, Nannay este unul dintre cele trei orașe care alcătuiesc Valea Bargis.
Substratul este în principal compus din calcar, marl și gips.

## Urbanism

### Carcasă
În 2009, numărul total al locuințelor din municipalitate era de 108, față de 101 în 1999.
Din aceste locuințe, 50,6% au fost reședințe principale, 37,8% au fost case de locuit secundar și 11,3% au fost locuințe vacante. Aceste locuințe erau 100% din casele lor detașate.
Proporția locuințelor principale, proprietățile ocupanților lor a fost de 86%, o creștere semnificativă față de 1999 (84,3%).

## Istorie
Prima mențiune a lui Nannay revine în secolul al șaselea, când satul apare în arhive sub numele de Nantiniacus.
Hugues și Adeline Boichece sunt cei mai vechi locuitori ai lui Nannay identificați (1335).
În Evul Mediu, Nannay face parte din castellana din Châteauneuf-val-de-Bargis. În februarie 1552, această Castellany este anexată la Nivernais printr-un edict regal.
Anii au trecut și Nannay nu este probabil cruțat de rigorile istoriei. Astfel, Nannay este ocupat de protestanții carității, în 1558, în timpul războaielor religioase.

## Evoluția populației
Evoluția numărului de locuitori este cunoscută prin recensămintele populației desfășurate în comuna din 1793. Din 2006, populațiile legale ale comunelor sunt publicate anual de INSEE. Recensământul se bazează acum pe o colecție anuală de informații, care acoperă succesiv toate teritoriile municipale pe o perioadă de cinci ani. Pentru municipalitățile cu mai puțin de 10.000 de locuitori, se efectuează un sondaj de recensământ al întregii populații la fiecare cinci ani, populațiile legale ale anilor intermediari fiind estimate prin interpolare sau extrapolare. Pentru municipalitate, primul recensământ cuprinzător în cadrul noului sistem a fost realizat în 2005.
În 2015, orașul avea 118 locuitori, o creștere de 18% față de 2010 (Nièvre: -3,57%, Franța, cu excepția Mayotte: + 2,44%).
| An        | 1975 | 1982 | 1990 | 1999 | 2006 | 2009 |
| --------- | ---- | ---- | ---- | ---- | ---- | ---- |
| Populație | 137  | 135  | 108  | 100  | 125  | 109  |